# Instituciones de Gayo
Las Instituciones, conocidas principalmente como Instituciones de Gayo (en latín: Gaii Institutiones, Liber Gai o Gai Institutiones) es una obra recopiladora de jurisprudencia del Derecho romano, elaborada por el jurista romano Gayo.

## Trasmisión
Las Instituciones es un texto descubierto en el año 1816 por el historiador germano de origen danés y romanista Barthold Georg Niebuhr, en forma de palimpsesto en Verona. Bajo el texto aparente, que contenía las cartas del padre de la iglesia Jerónimo, se encontró una copia borrada de las Instituciones de Gayo, realizada alrededor del año 500. Hasta el descubrimiento sólo se sabía de esa obra por lo que se había documentado en unos pocos fragmentos del Digesto. Las Instituciones fueron producidas alrededor del año 161, es decir, bajo el mandato de Antonino Pío, y se consideran "la representación más extendida del derecho privado romano en la antigüedad y, con mucho, la representación sistemática elemental más influyente de la antigüedad tardía, la Edad Media y los tiempos modernos".

## Contenido
Las Instituciones de Gayo también se caracterizan por el hecho de que se trata de "la mejor y casi totalmente conservada obra de un jurista romano fuera de la tradición justinianea". Ella permite una lectura académica coherente. Impresiona por su claridad y comprensibilidad. Además, el pensamiento jurídico de Gayo tiene la peculiaridad de que "está mucho más cerca de la tradición dogmática de la jurisprudencia continental, es decir, del esfuerzo por el sistema, del esfuerzo por la conceptualización y la división, así como de la tendencia a la abstracción, que del método de cualquier otro jurista antiguo". Hasta qué punto las Instituciones pueden ser consideradas como una obra escrita exclusivamente por Gayo, y cómo considerar las glosas o interpolaciones que contiene, todavía es objeto de debate académico. Sin embargo, existe consenso respecto de la enorme importancia del hallazgo, ya que numerosas instituciones jurídicas, que la Comisión Justinianea no recogió en su corpus por considerarlas obsoletas, solamente se conocen a través de las Instituciones.
La obra de Gayo fue transmitida indirectamente a tiempos posteriores en varias formas, ya que fue utilizada con mayor frecuencia como modelo para diversos documentos legales durante los siglos V y VI. Los denominados Fragmenta Augustodunensis ofrecen una visión relativamente menor. Los manuscritos de la Antigüedad tardía de la Collatio y Epitome Gai, contenidos en la Lex Romana Visigothorum, adquirieron mayor importancia para la investigación. Posteriormente integradas en el Corpus iuris civilis, las influencias de Gayo bajo el sistema legal de Justiniano I aparecen en los Digestos y en las Instituciones de Justiniano.

## Ediciones
- Göschen, Johann Friedrich Ludwig, ed. (1820). Gaii Institutionum commentarii IV. Berlin: Reimer. [Editio princeps]
- Poste, Edward, ed. (1884). Gaii Institutionum Iuris Civilis Commentarii Quattuor Or Elements of Roman Law by Gaius (2 edición). Oxford: Clarendon Press.
- Poste, Edward; Whittuck, E. A., eds. (1904). Gaii Institutionum Iuris Civilis Commentarii Quattuor Or Elements of Roman Law by Gaius (4 edición). Oxford: Clarendon Press. [Contiene una trad. al inglés]
- Seckel, Emil; Kübler, Bernhard, eds. (1939). Gai Institutiones (8 edición). Lipsiae.
- De Zulueta, Francis, ed. (1946). The Institutes of Gaius: Text with critical notes and translation I. Oxford: Clarendon Press. [contiene una trad. al inglés]
- De Zulueta, Francis, ed. (1953). The Institutes of Gaius Part 2: Commentary II. Oxford: Clarendon Press.
- Gordon, William M.; Robinson, Olivia F., eds. (1988). The Institutes of Gaius. Translated with an Introduction; with the Latin Text of Seckel and Kuebler. London: Duckworth. OCLC 60048667. [Contiene una traducción al inglés]
- Manthe, Ulrich, ed. (2004). Gaius Institutiones. Texte zur Forschung 81. Darmstadt: Wissenschaftliche Buchgesellschaft. ISBN 978-3-534-17474-4. [contiene una traducción al alemán]

- Datos: Q1229830
- Multimedia: Institutes (Gaius) / Q1229830